# Добромир Симидчиев
Добромир Проданов Симидчиев е български политик. Заместник-министър на регионалното развитие и благоустройството в три правителства: първото на Бойко Борисов, в служебното на Марин Райков и в правителството на Пламен Орешарски.

## Биография
Добромир Симидчиев е роден на 12 февруари 1974 година. Завършва УАСГ със специалност пречистване на питейни и отпадъчни води, проектиране на пречиствателни станции, управление на утайките. Магистър е и по бизнес администрация от Университета на Сиатъл, САЩ.
От края на 2007 до 2011 година е директор „Инженерни услуги и активи“ в концесионера „Софийска вода“. В „Софийска вода“ е участвал в изготвянето на плана, с който Столична община кандидатства за финансиране по ИСПА.
През октомври 2011 година е назначен за заместник-министър на Регионалното развитие и благоустройството в правителството на ГЕРБ, от премиера Бойко Борисов.
През юни 2013 година е назначен за заместник-министър на регионалното развитие и благоустройството, в служебното правителство и в това на Пламен Орешарски.
Напуска Министерството през 2014 г. по собствено желание и продължава професионалното си развитие в една от строителните компании у нас като главен изпълнителен директор.